# Hlubočec
Hlubočec (in tedesco Tiefengrund) è un comune della Repubblica Ceca facente parte del distretto di Opava, nella regione della Moravia-Slesia.